# Coppa Mitropa 1980-1981
La Coppa Mitropa 1980-1981 fu la trentanovesima edizione del torneo e venne vinta dai cecoslovacchi del Tatran Presov, al primo titolo nella competizione.

## Partecipanti
| Nazione                   | Squadra       | Campionato                                                  | Note |
| ------------------------- | ------------- | ----------------------------------------------------------- | ---- |
| Cecoslovacchia (bandiera) | Tatran Presov | 1º campionato di Cecoslovacchia 2. liga 1979-80             |      |
| Italia (bandiera)         | Como          | 1º campionato d'Italia serie B 1979-80                      |      |
| Jugoslavia (bandiera)     | NK Zagreb     | 1º campionato di Jugoslavia Druga Liga Girone Ovest 1979-80 |      |
| Ungheria (bandiera)       | Csepel SC     | 1º campionato d'Ungheria Nemzeti Bajnokság II 1979-80       |      |

## Torneo

### Risultati
Prima giornata
Gare giocate il 10 ottobre
| Squadra 1 | Risultato | Squadra 2     |
| --------- | --------- | ------------- |
| Como      | 2 - 0     | NK Zagreb     |
| Csepel SC | 3 - 0     | Tatran Presov |

Seconda giornata
Gare giocate il 5 novembre
| Squadra 1     | Risultato | Squadra 2 |
| ------------- | --------- | --------- |
| Tatran Presov | 4 - 1     | Como      |
| NK Zagreb     | 0 - 0     | Csepel SC |

Terza giornata
Gare giocate il 26 novembre
| Squadra 1     | Risultato | Squadra 2 |
| ------------- | --------- | --------- |
| Csepel SC     | 0 - 0     | Como      |
| Tatran Presov | 2 - 1     | NK Zagreb |

Quarta giornata
Gare giocate il 18 marzo
| Squadra 1     | Risultato | Squadra 2 |
| ------------- | --------- | --------- |
| Tatran Presov | 0 - 0     | Csepel SC |
| NK Zagreb     | 2 - 1     | Como      |

Quinta giornata
Gare giocate l'8 aprile
| Squadra 1 | Risultato | Squadra 2     |
| --------- | --------- | ------------- |
| Como      | 1 - 0     | Tatran Presov |
| Csepel SC | 2 - 0     | NK Zagreb     |

Sesta giornata
Gare giocate il 21 aprile
| Squadra 1 | Risultato | Squadra 2     |
| --------- | --------- | ------------- |
| Como      | 2 - 1     | Csepel SC     |
| NK Zagreb | 1 - 5     | Tatran Presov |

### Classifica finale
| Squadra       | P.ti | G | V | P | S | GF | GS | DR |
| ------------- | ---- | - | - | - | - | -- | -- | -- |
| Tatran Presov | 7    | 6 | 3 | 1 | 2 | 11 | 7  | +4 |
| Csepel SC     | 7    | 6 | 2 | 3 | 1 | 6  | 2  | +4 |
| Como          | 7    | 6 | 3 | 1 | 2 | 7  | 7  | 0  |
| NK Zagabria   | 3    | 6 | 1 | 1 | 4 | 4  | 12 | -8 |

## Classifica marcatori
|  | Gol | Marcatore       | Squadra   |
|  | --- | --------------- | --------- |
|  | 3   | Lazsányi László | Csepel SC |